# Stade de Biathlon Sylvie Becaert
Koordinaten: 45° 56′ 30,2″ N, 6° 26′ 0,8″ O
Das Stade de Biathlon Sylvie Becaert (deutsch: Biathlonstadion Sylvie Becaert) ist eine Wettkampfstätte für Biathlon in Frankreich. Benannt ist das Stadion nach der ehemaligen französischen Biathletin und Weltmeisterin Sylvie Becaert.
Derzeit ist es das einzige Stadion in Frankreich, das die nötige Lizenz zur Veranstaltung von Rennen im Rahmen des Biathlon-Weltcups besitzt.

## Daten

### Lage
Das Stadion befindet sich im Département Haute-Savoie in der französischen Region Auvergne-Rhône-Alpes auf dem Gebiet der kleinen Gemeinde Le Grand-Bornand. Diese fungiert sowohl als Betreiber des Stadions als auch als Ausrichter von Biathlonwettkämpfen gemeinsam mit der ca. 30 km westlich gelegenen Hauptstadt des Départements, Annecy.
Die Anlage liegt auf einer Höhe von 928 m, der tiefste Punkt der Loipen liegt auf 928 m, der höchste auf 990 m.

### Ausstattung
Das Stadion verfügt über eine A-Lizenz, die zur Durchführung von Biathlonweltcups sowie Weltmeisterschaften benötigt wird. Anders als an anderen Orten wie Ruhpolding oder Hochfilzen, deren Biathlonstadien über zahlreiche Funktionsgebäude, Tribünen und weitere fest installierte Einrichtungen verfügen, werden in Le Grand-Bornand 80 % der für die Ausrichtung der Wettkämpfe benötigten Bauten nur temporär errichtet. Dazu gehören auch Brücken, Unterführungen und die Tribünen. Die Kongresshalle beherbergt den Presse- und V.I.P.-Bereich, ein weiterer Teil des Organisationskomitees wird in der nahegelegenen Eislaufhalle untergebracht. Die Loipen sind so angelegt, dass sie sich an die Landschaft und die landwirtschaftlichen Nutzflächen anpassen.
Bis zu 30.000 m³ Kunstschnee können vor Ort erzeugt werden.
Da das Stadion über wenig fest installierte Einrichtungen verfügt und asphaltierte Loipen zum Training mit Rollski fehlen, wird die Anlage im Sommer nicht als Trainingsstätte genutzt.

### Bau
Errichtet wurde das Stadion 2010. Die Gemeinde Le Grand-Bornand brachte fast die Hälfte der vier Millionen Euro Baukosten auf.

### Besonderheiten
Le Grand-Bornand ist der einzige Biathlon-Weltcuport, in dem die Strecke in Teilen direkt durch die Ortschaft führt.

## Veranstaltungen

### Biathlon
Die erste Biathlonveranstaltung nach dem Bau war das Finale des IBU-Cups im März 2011. Die für Dezember 2011 geplanten Biathlonrennen des Winters 2011/12 mussten aufgrund Schneemangels abgesagt werden und wurden im österreichischen Hochfilzen veranstaltet. Zwei Jahre später, im Dezember 2013, fanden die ersten Rennen im Rahmen des Weltcups 2013/14 in Annecy/Le Grand-Bornand statt. Im Winter 2017/18 und 2019/20 fanden ebenfalls Wettkämpfe statt. Für die Saison 2020/21 war ebenfalls ein Weltcup geplant. Dieser wurde allerdings aufgrund der COVID-19-Pandemie nach Hochfilzen verlegt. Im Dezember 2021 finden wie geplant wieder Wettkämpfe im Biathlonstadion Sylvie Becaert statt.

### Radsport
Der Zielbereich der 10. Etappe der Tour de France 2018 befand sich im Stadion Sylvie Becaert.